# Sura (rijeka)
Sura (rus. Сура́, čuvaški: Сăр́, marijski: Шур́) rijeka je u Rusiji. Desna je pritoka rijeke Volge. Teče kroz Uljanovsku, Nižnjenovgorodsku i Penzensku oblast te kroz Marij El, Mordoviju i Čuvašiju. Duljine je 841 km. Porječje rijeke je 67.500 km².

## Opis toka
Na rijeci Suri su smješteni gradovi Sursk, Penza, Alatjir, Jadrin, selo Nova Sloboda, a na ušću – Vasilsursk gat.

## Pritoci

### Lijevi
- Alatjir
- Imza
- Pjana
- Uza
- Šukša
- Kutlja

### Desni
- Algaška
- Barjiš
- Bezdna
- Inza
- Kumaška
- Kirja

## Vodeni sustav
Izvor vode su uglavnom sniježne oborine. Prosječni godišnji istjek vode na ušću je 260 m³/s. Na udaljenosti 63 km od ušća u prosjeku 253 m³/s, maksimalni do 7240 m³/s, a najmanji 10,5 m³/s, pri čemu minimum nastaje tijekom siječnja i ožujka, a maksimum tijekom travnja i svibnja. Zamrzava se u studenom i prosincu, a odmrzava krajem ožujka i travnja.

## Plovnost
Sura je plovna 394 km od ušća.

## Vanjske poveznice
|  | Zajednički poslužitelj ima još gradiva o temi Sura (rijeka) |